# ماکسیمالیسم

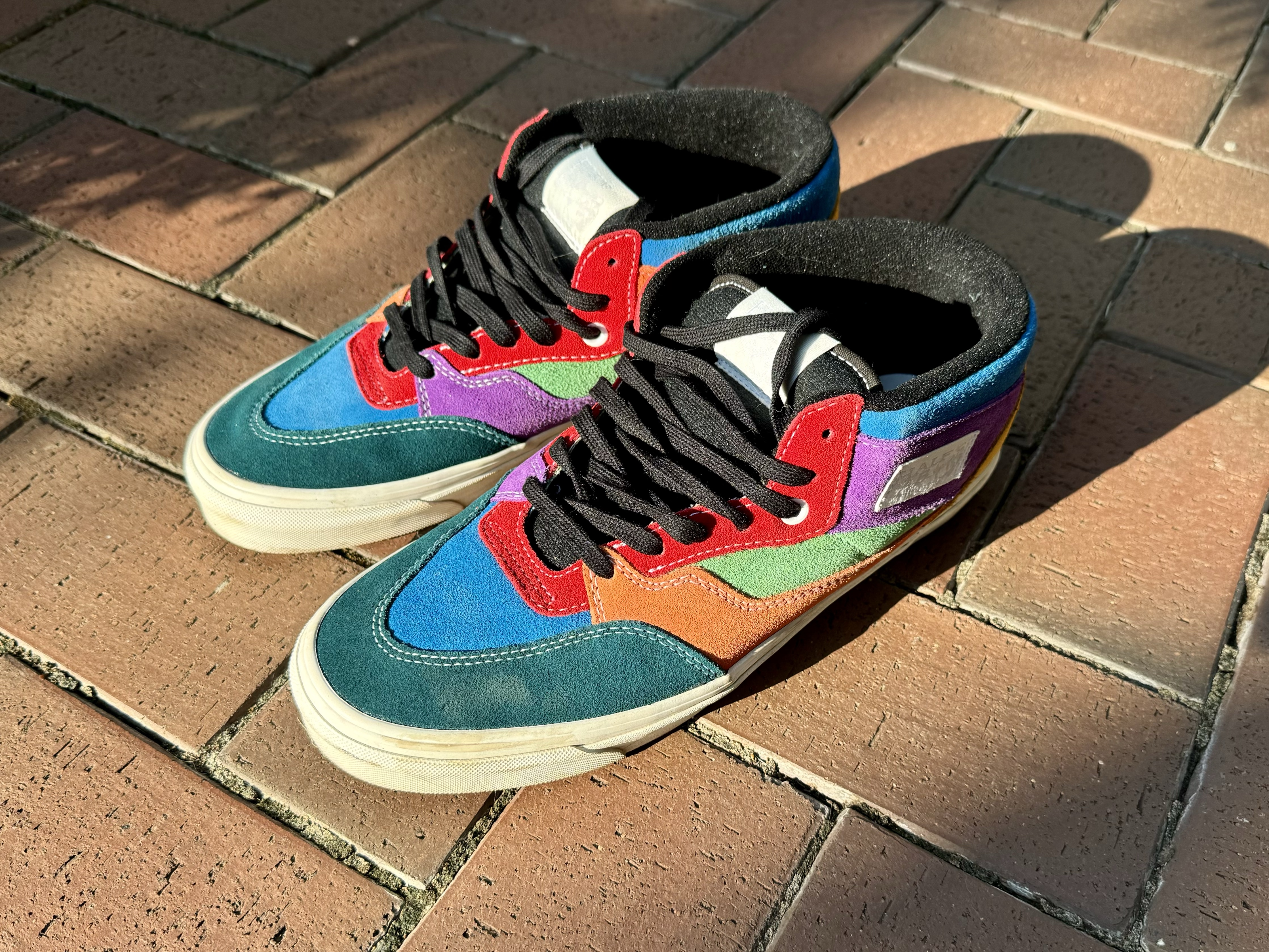
تنوع و فراوانی رنگها در مقابل یک رنگی و سادگی به نوعی بیشینه گرایی را تصویر می کند

در هنر، ماکسیمالیسم یا بیشینه‌گرایی (به فرانسوی: Maximalisme) یک فلسفه و حرکت انتقادی علیه مینیمالیسم محسوب شده و زیبایی را در افراط و افزونگی معنی می‌کند.
این فلسفه می‌تواند به صورت «بیشتر، بیشتر است» خلاصه شود، در تقابل با مینیمالیسم یا کمینه‌گرایی که می‌گوید «کمتر، بیشتر است».

## ماکسیمالیسم در ادبیات
عبارت ماکسیمالیسم گاه به رمان‌های پست‌مدرن، مانند نوشته‌های دیوید والاس و توماس پینچون اشاره دارد که در آن انحرافات، ارجاعات و پیچیدگی جزئیات بخش بزرگی از نگاره را به خود اختصاص می‌دهد. این عبارت می‌تواند به هر پدیده‌ای که از ویژگی افراط، پیچیدگی زیاد و زرق و برق برخوردار است اطلاق شود. پدیده‌های که دارای کثرت در کمیت و شدت در کیفیت ویژگی‌های خود هستند.
در داستان ایران می توان نمونه ی بارز رمان ماکسیمال را کلیدر اثر محمود دولت آبادی دانست و همچنین طرح غزل ماکسیمال نیز نشان از دغدغه ی ماکسیمالیسم در شعر امروز ایران دانست.

## ماکسیمالیسم در موسیقی
ریچارد تاروسکین برای نخستین بار عبارت ماکسیمالیسم را برای توصیف مدرنیسم در سال‌های ۱۸۹۰ تا ۱۹۱۴ میلادی مورد استفاده قرار داد. به خصوص در مورد آثاری که در کشورهای آلمانی زبان خلق می‌شد به کار برد. امروزه بیشینه‌گرایی معاصر به عنوان مسلکی برای در آغوش کشیدن ناهمگونی‌ها و تشویق برای همسایگی این ناهمگونی‌ها توصیف می‌شود.

## ماکسیمالیسم در هنرهای بصری
رابرت پینکوس-ویتن، از بیشینه‌گرایی به عنوانی عبارتی برای توصیف گروهی از هنرمندان هنرهای پلاستیکی در آشفته بازار شکل‌گیری نوهیجان‌نمایی در اواخر دهه ۷۰ میلادی استفاده نمود. رویکرد این هنرمندان ناشی از رژیم مینیمالیسم کاهنده‌ای بود که در بلندمدت آن‌ها را به فروماندگی در خلق آثار هنری رسانده بود.
شارلوت ریورز با بیان ویژگی‌های ماکسیمالیسم در دکوراسیون، حس‌گرایی و تجمل‌گرایی بیان می‌کند که چگونه ماکسیمالیسم «مایهٔ غنا و افزونگی در طراحی بصری است».